# Qingjian (socken i Kina)
Qingjian (kinesiska: 清涧, 清涧街道) är en socken i Kina. Den ligger i provinsen Shanxi, i den norra delen av landet, omkring 300 kilometer sydväst om provinshuvudstaden Taiyuan. Antalet invånare är 28 010. Befolkningen består av 13 370 kvinnor och 14 640 män. Barn under 15 år utgör 18,0 %, vuxna 15-64 år 74 %, och äldre över 65 år 6,0 %.
Genomsnittlig årsnederbörd är 660 millimeter. Den regnigaste månaden är juli, med i genomsnitt 163 mm nederbörd, och den torraste är december, med 1 mm nederbörd.